# Jean DeWolff
Jean DeWolff es una detective de policía ficticia que aparece en los cómics estadounidenses publicados por Marvel Comics. Ella funciona como un personaje secundario en títulos particulares con Spider-Man.

## Historia de publicación
Jean DeWolff apareció por primera vez en Marvel Team-Up #48-51 (agosto-noviembre de 1976), y fue creada por Bill Mantlo y Sal Buscema.
El periodista de cómics Jonathan Miller describió a Jean DeWolff como "un personaje secundario que podría facilitar un sentido de continuidad [en Marvel Team-Up], alguien que conocía solo el lado disfrazado de la personalidad de Peter, y sin embargo tenía una relación genuina con él. y sensata, DeWolff usualmente hizo su entrada en su roadster vintage, con un cigarrillo colgando de la boca, una versión moderna y post-feminista de los clásicos héroes de Dashiell Hammett y Mickey Spillane".
El personaje apareció posteriormente en Marvel Team-Up #60-62 (agosto-octubre de 1977), #65-66 (enero-febrero de 1978), #72 (agosto de 1978), #88 (diciembre de 1979), Ms. Marvel #6-7 (junio-julio de 1977), The Amazing Spider-Man #226 (marzo-abril de 1982), #239 (abril de 1983), The Spectacular Spider-Man #103 (junio de 1985), y #107 (octubre de 1985). El personaje hizo apariciones póstumas en The Sensational She-Hulk # 53 (julio de 1993),Venom Super Special # 1 (agosto de 1995), y Spider-Man/Human Torch # 4 (junio de 2005).
Jean DeWolff recibió una entrada en el Manual Oficial del Universo Marvel Edición de lujo# 17, y El Manual Oficial del Universo Marvel: Spider-Man # 1 (2005) y El Manual Oficial del Universo Ultimate de Marvel: Los Cuatro Fantásticos y Spider-Man # 1 (2005).

## Biografía del personaje ficticio
Jean DeWolff experimentó una infancia problemática, con el rechazo que sufrió de su padre, el ex Comisionado Phillip DeWolff, la desaprobación de su madre de que Jean siguiera a su padre y luego a su querido padrastro, los pasos de Carl como policía, y la pérdida de su hermano Brian en la línea del deber policial. Todavía decidida a ganarse la vida con la policía, se convirtió en una capitana dura e implacable para el Departamento de Policía de Nueva York para demostrarle a su padre que podía sobrevivir como una mujer en el mundo de un hombre. En particular, prefería la ropa y los coches de la época de los años treinta.
En el curso de su trabajo, Jean conoció y se hizo amiga de Spider-Man cuando él y Iron Man se involucraron en una investigación de bombardeos en serie, que fueron cometidos por Brian que aún vivía bajo el control mental de su padre. Con su ayuda y la ayuda del Doctor Strange, Brian fue restaurado y se reunió con su hermana, mientras que Phillip fue a la cárcel. Con el tiempo, Jean se convirtió en uno de los admiradores de Spider-Man más firmes y aliados en la fuerza de policía de Nueva York, que previamente habían sido hostiles a él, gracias a las editoriales antagónicas de J. Jonah Jameson del Daily Bugle.
Jean fue finalmente asesinada por su amante Stan Carter, también conocido como Comepecados. Después de su muerte, Spider-Man descubrió que había guardado una colección de recortes de noticias de Spider-Man (una foto de él, con la Gata Negra fue cortada para eliminar a la Gata Negra de la imagen). Esto implicaba que sus sentimientos hacia él eran más cálidos de lo que generalmente indicaba, dejando a Spider-Man aún más abatido.

### Legado
Tras su muerte, el hermano de Jean, Brian, se volvió loco, culpando a la policía de Nueva York por su muerte. Pero antes de que pudiera comenzar su ataque contra ellos como los Espectros, fue asesinado por la Plaga del Inframundo.

### Faux Regresa
Más tarde, aparece un nuevo Wraith, dirigido al sindicato criminal de Señor Negativo. El nuevo Wraith, la capitana de policía Yuri Watanabe, era muy amiga de Jean y usa una máscara fabricada por Mysterio para hacerse pasar por ella.

### Dead No More: The Clone Conspiracy
Jean fue uno de los difuntos resucitados como clon en el evento Dead No More: The Clone Conspiracy. Durante la pelea final, ella ayuda a Spider-Man y Prowler a evitar que los villanos clonados escapen de las instalaciones mientras su cuerpo se descompone por el virus Carrion, supuestamente matándola en el proceso.

## Otras versiones

### Spider-Gwen
En la realidad de Spider-Gwen, DeWolff está asociado con el Capitán Frank Castle en el Grupo Especial de Delitos Especiales de la Policía de Nueva York.

### Spider-Man Noir
Spider-Man Noir: Ojos sin Rostro presenta al agente federal Jean De Wolfe, que está tratando de localizar al Maestro del Crimen, y se muestra escéptico acerca de los motivos de Spider-Man en la lucha contra el crimen. De acuerdo con la configuración de la década de 1930, esta versión de De Wolfe es masculina, ya que una mujer nunca podría haberse unido a la fuerza policial.

### Ultimate Jeanne De Wolfe
En la continuidad Ultimate Marvel, mientras que todavía es dura e implacable, su moral está en cuestión, y ella es un personaje secundario en Ultimate Spider-Man . Escrito por Brian Michael Bendis cambió su nombre por el de Jeanne De Wolfe.
La capitana Jeanne De Wolfe apareció por primera vez en Ultimate Spider-Man # 31 y # 32. Ella se muestra frente a un banco siendo robado por un imitador de Spider-Man, aunque su nombre fue escrito como lo fue en el Universo Marvel regularmente (Jean DeWolff). Este es el imitador de que mató al Capitán Stacy, el padre de Gwen Stacy. Spider-Man llega y ataca al hombre, casi matando al impostor en su rabia. Sin embargo, Spider-Man toma conciencia y en su lugar atrapa al impostor y lo deja a la policía.
Más tarde apareció en Ultimate Spider-Man # 60, a raíz de una pelea entre Spider-Man y Gladiador. Es este aspecto es donde se introduce la ortografía utilizada para esta versión del personaje (Jeanne DeWolfe). Ella es la primera oficial de la policía que no le dispara a Spider-Man a la vista, y le ordena a otros de su equipo que no lo arresten. Spider-Man se complace en tener una aliada en la aplicación de la ley oficial, y ella sigue ayudándole durante la historias de "Hobgoblin" y "Guerreros". Sin embargo, se revela en Ultimate Spider-Man # 85, la parte final de "Guerreros", que Jeanne De Wolfe es empleada por Wilson Fisk, también conocido como el Kingpin, como una espía para obtener información privilegiada sobre las acciones de la policía, Spider-Man y otros superhéroes.
En Ultimate Spider-Man Annual #2 Jeanne De Wolfe fue asesinada a tiros por el Castigador. Después de que le dijeron a Spider-Man que ella era empleada por Kingpin, se rumorea que ella era la amante de Kingpin. Fisk se verá más adelante lamentando su muerte, lo que indica que este hecho puede ser cierto.

## Otros medios

### Televisión
- Jean DeWolff aparece en The Spectacular Spider-Man con la voz de Irene Bedard.[18] Ella es nativa americana y se muestra que está asociada con Stan Carter; son oficiales de patrulla uniformados que comparten un auto de patrulla. A diferencia de Carter, DeWolff no comparte su entusiasmo por Spider-Man. Originalmente, si el programa continuaba, los personajes de Jean DeWolff y Stan Carter iban a cambiar en el lugar donde DeWolff, que no respeta a Spider-Man, se convierte en un aliada de apoyo y lo ayuda en sus misiones, mientras que Carter, que tiene entusiasmo por Spider-Man, lo pierde cuando se convierte en Comepecados. Sin embargo, ese plan nunca se hizo cuando Marvel canceló el programa cuando Disney los compró.

### Videojuegos
- En el videojuego Spider-Man 3 (en las versiones de PS3, Xbox 360 y PC), DeWolff (ahora escrito como DeWolfe y con la voz de Vanessa Marshall) aparece como una detective que recluta a Spider-Man para ayudar a acabar con el contrabando de armas y policías corruptos, aunque también comparte información con él sobre el caso del "Terrorista Loco". La naturaleza de estas misiones tienden a incluir a Spidey tomando fotos de evidencia para DeWolfe antes de luchar. El clímax de la historia de DeWolfe da indicio en la construcción de la amistad entre los dos, aunque ella bruscamente deja claro que no son amigos. En la versión de Nintendo DS, le dice a Spider-Man sobre los acontecimientos relacionados con las bandas, incluyendo la banda Apocalipsis y la Hermandad de la Cola de Dragón. En este juego, es retratada como afroamericana.

- Jean DeWolff aparece en el videojuego Marvel Heroes con la voz de Mary Faber. Mientras investiga a los Ejecutores, ella presencia como casi matan al héroe Speedball. Sin pensarlo ni dudarlo, Jean mata a los Ejecutores y rescata a Speedball. Sin embargo, Kingpin capturó esto en cámara y sobornó a Jean para trabajar para él, de lo contrario daría a conocer las imágenes y eso significaría el fin de su carrera como oficial de policía. Su doble vida fue descubierta por su amigo reportero Ben Urich (que se lo mencionó a los otros héroes). Después de que ellos ayudaron a derrotar a Bullseye, Jean tuvo un cambio de actitud y decidió entregarse.

- El asesinato de Jean DeWolff aparece en un periódico de Spider-Man: Edge of Time.

- Jean DeWolff aparece en The Amazing Spider-Man 2 con la voz de Misty Lee. Las fotografías tomadas de las computadoras de la policía le dan a Spider-Man acceso a sus archivos sobre varios líderes de pandillas criminales activos en Nueva York en este momento, incluidos Señor Negativo, Hammerhead y Capucha.